# Hakan Yakın
Hakan Yakın (Bázel, 1977. február 22. –) török származású svájci labdarúgó.
Testvére a szintén labdarúgó Murat Yakın.

## Sikerei, díjai
Basel
- Svájci bajnok (1): 2002
- Svájci kupagyőztes (2): 2002, 2003
- Uhrencup (1): 2003

Galatasaray
- Török kupagyőztes (1): 2005

Young Boys
- Uhrencup (1): 2007